# Naoto
Naoto  è un nome proprio di persona giapponese maschile e femminile.

## Varianti
- Maschili: 
  - Alterati: Naotora, Naotoshi
- Femminili: Naoko
  - Ipocoristici: Nao

## Origine e diffusione
Può essere scritto in giapponese usando i seguenti kanji:
- 直人 ("onestà", "persona")
- 尚人 ("rispetto", "persona")
- 直登 ("onestà", "salire")
- 尚登 ("rispetto", "salire")
- 直斗 ("onestà", "Grande Carro")
- 猶人 ("affabile/elegante", "persona")

Il nome può anche essere scritto anche in hiragana o katakana.

## Onomastico
Non essendo portato da alcuna santa, il nome è adespota e quindi l'onomastico ricade il 1 novembre, giorno di giorno di tutti i Santi.

## Persone
- Naoto Andō, calciatore giapponese
- Naoto Arai, calciatore giapponese

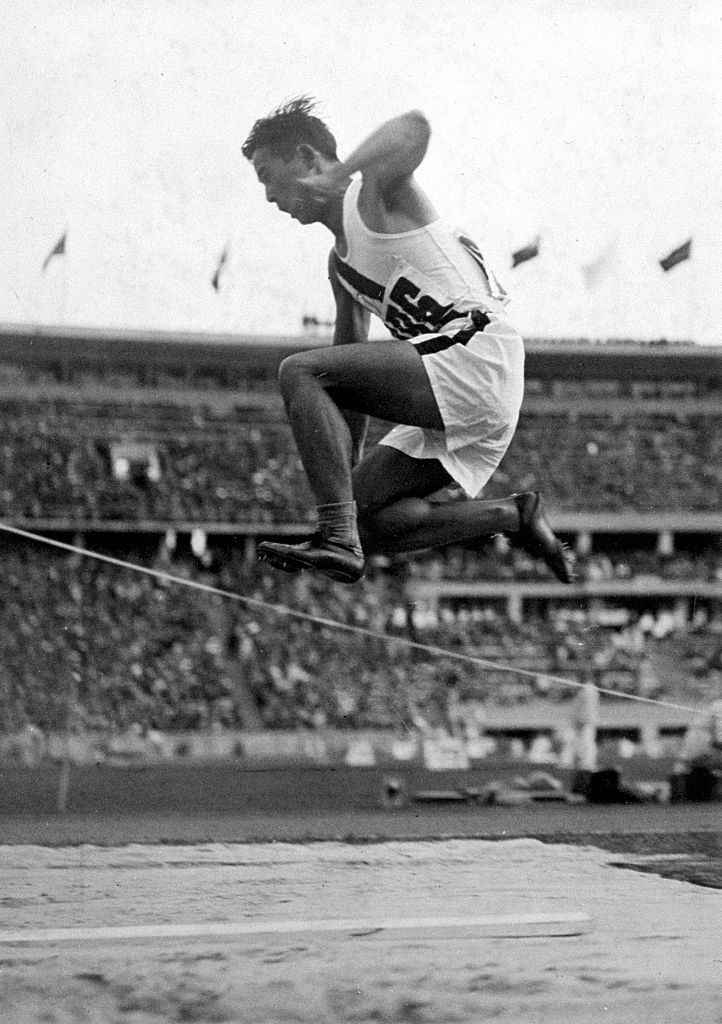
Naoto Tajima

- Naoto Fukasawa, designer giapponese
- Naoto Hikosaka, goista giapponese
- Naoto Hiraishi, calciatore giapponese
- Naoto Hirooka – stilista giapponese
- Naoto Inti Raymi, cantautore giapponese
- Naoto Itō, ex saltatore con gli sci giapponese
- Naoto Kan, politico giapponese ed ex Primo ministro del Giappone
- Naoto Kataoka, attore e cantante giapponese
- Naoto Matsukura, pilota di auto radiocomandato giapponese
- Naoto Matsuo, calciatore giapponese
- Naoto Minegishi, pallanuotista giapponese
- Naoto Saitō, rugbista a 15 giapponese
- Naoto Ōshima, illustratore e game designer giapponese, noto per aver creato e disegnato i personaggi di Sonic e Dr. Eggman
- Naoto Ōtake, ex calciatore giapponese
- Naoto Sakurai, ex calciatore giapponese
- Naoto Satō, astrofilo scopritore di asteroidi ed insegnante giapponese
- Naoto Tajima, triplista e lunghista giapponese
- Naoto Takenaka, attore, regista e cantante giapponese
- Naoto Tsuji, cestista giapponese
- Naoto Watanabe, giocatore di baseball giapponese
- Naoto Hiroyama, chitarrista e frontman del gruppo musicale J-rock giapponese ORANGE RANGE
- Naoto Shibata, bassista del gruppo musicale giapponese Anthem
- Naoto Kine, chitarrista del gruppo musicale giapponese TM Network

### Variante Naotora
- Naotora Ii, daimyō del periodo Sengoku

### Variante Naotoshi
- Naotoshi Shida, disegnatore ed animatore giapponese, noto soprattutto per aver contribuito a serie di anime come Dragon Ball e One Piece

## Il nome nelle arti
- Naoto Date, protagonista del manga del 1968 Tiger Mask
- Naoto Kirihara, protagonista del dorama del 1992 Night Head Genesis e dell'anime del 2006 Night Head
- Naoto Sho, personaggio televisivo immaginario protagonista della serie televisiva giapponese Denkō Chōjin Guriddoman del 1993
- Naota Nandaba, protagonista dell'OAV del 2000 FLCL
- Naoto Takizawa, personaggio televisivo immaginario protagonista della serie televisiva giapponese Mirai Sentai Timeranger del 2000
- Naoto Fuyumine, una dei personaggi principali della serie di manga del 2001 Dogs
- Naoto Kōzuki, personaggio secondario della serie televisiva anime del 2006 Code Geass: Lelouch of the Rebellion
- Naoto Shirogane, personaggio immaginario dei videogiochi Shin Megami Tensei: Persona 4, Persona 4 Arena e Persona 4 Arena Ultimax, Persona 4: Dancing All Night, Persona Q: Shadow of the Labyrinth e Persona Q2: New Cinema Labyrinth, e protagonista della light novel spin-off del 2012 Persona X Detective Naoto
- Naoto Miura, protagonista della serie di light novel del 2013 Clockwork Planet scritta da Yū Kamiya e Tsubaki Himana ed illustrata da Shino
- Naoto Takayama, protagonista della serie di light novel del 2014 Rail Wars!
- Naoto Kurogane, personaggio immaginario della serie di videogiochi BlazBlue